# Hipparchia saengeri
Hipparchia saengeri är en fjärilsart som beskrevs av Krausse 1912. Hipparchia saengeri ingår i släktet Hipparchia och familjen praktfjärilar. Inga underarter finns listade i Catalogue of Life.